# Antilly, Moselle
Antilly (Moselle) là một xã trong vùng Grand Est, thuộc tỉnh Moselle, quận Metz-Campagne, tổng Vigy. Tọa độ địa lý của xã là 49° 11' vĩ độ bắc, 06° 15' kinh độ đông. Antilly có điểm thấp nhất là 170 mét và điểm cao nhất là 224 mét. Xã có diện tích 4,74 km², dân số vào thời điểm 1999 là 107 người; mật độ dân số là 22 người/km².

## Thông tin nhân khẩu
| 1962 | 1968 | 1975 | 1982 | 1990 | 1999 |
| ---- | ---- | ---- | ---- | ---- | ---- |
| 87   | 95   | 117  | 111  | 94   | 107  |